# Écouis

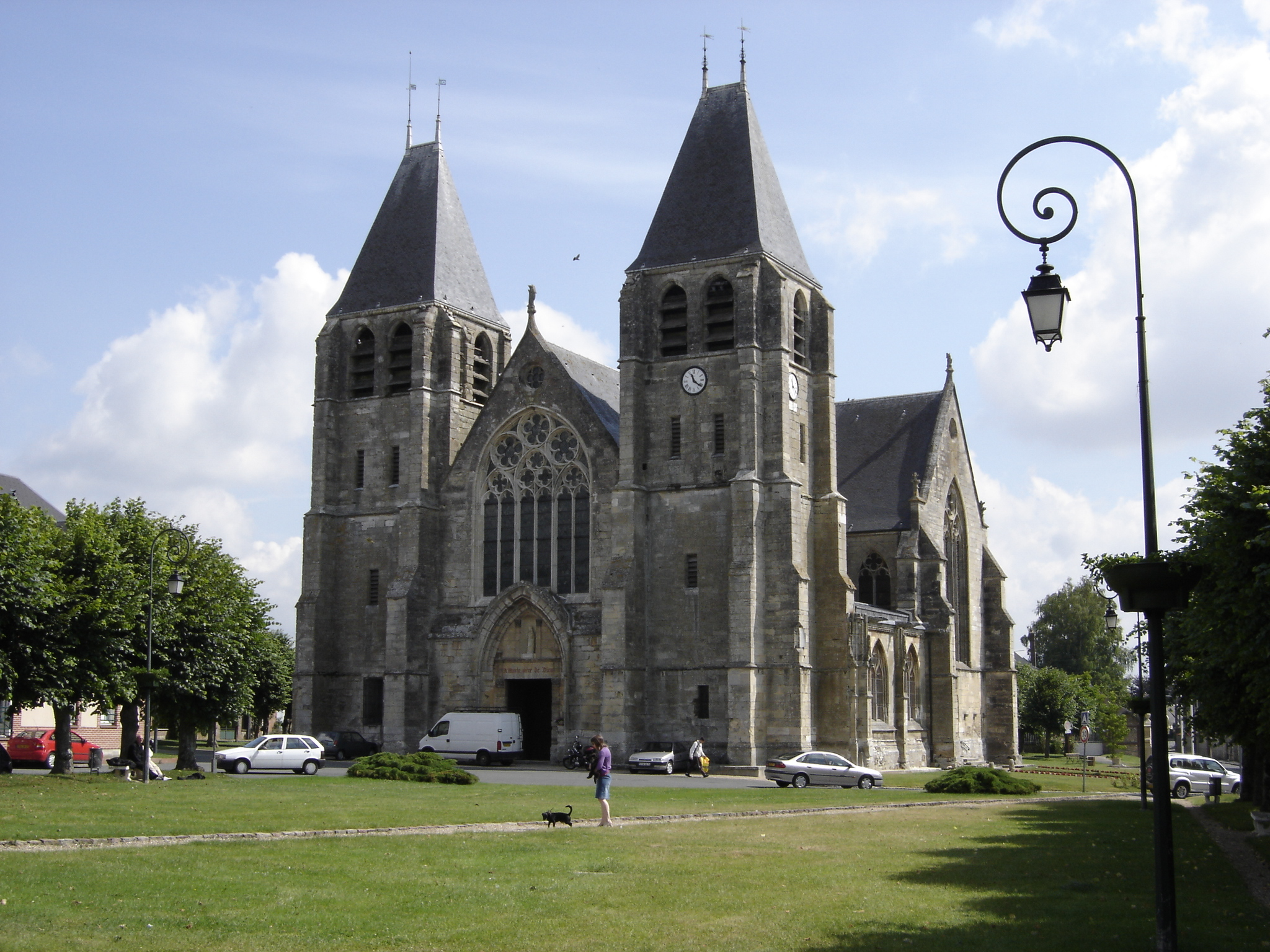
Collegiate church of Écouis.

Écouis là một xã thuộc tỉnh Eure trong vùng Normandie miền bắc nước Pháp.

## Huy hiệu
| Arms of Écouis | The arms of Écouis are blazoned: Or, an eagle sable, beaked and membered gules. |